# Российско-эмиратские отношения
Российско-эмиратские отношения — двухсторонние дипломатические отношения между Российской Федерацией и Объединёнными Арабскими Эмиратами.
Обе страны являются членами БРИКС.

## Отношения СССР и ОАЭ
СССР и ОАЭ установили дипломатические отношения 8 декабря 1971 года. 
В 1986 году было открыто советское посольство в Абу-Даби, а в 1987 году - посольство ОАЭ в Москве.

## Современные отношения

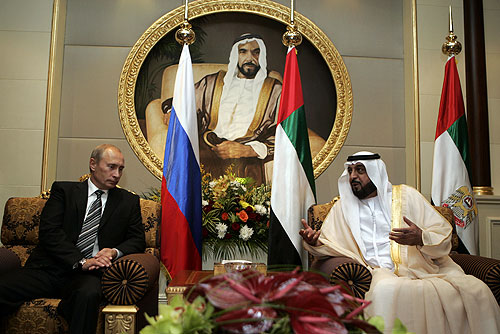
Президент ОАЭ Шейх Халифа ибн Заид Аль Нахайян с российским президентом Владимиром Путиным 10 сентября 2007 года.

Россия имеет посольство в Абу-Даби, а ОАЭ в Москве. В 2002 году в Дубае было создано российское генеральное консульство.
Декабрь 2023 г. - визит В. Путина в ОАЭ и Саудовскую Аравию.
Несмотря на высокопоставленный визит, банки ОАЭ в том же месяце отказали «Роснефти» в открытии счёта в дирхамах, которые нефтяная компания планировала использовать для расчётов с Индией.